# A2 (Portugal)
	De A2 of Auto-estrada do Sul is een autosnelweg in Portugal die van Lissabon naar Albufeira in de Algarve loopt. De A2 is 240 kilometer lang en is aangelegd tussen 1966 en 2002. Het tracé van de A2 leidt bij het verlaten van Lissabon over de bekende en in 1966 geopende Ponte 25 de Abril. In het zuidelijk eindpunt Albufeira sluit de A2 met een verkeerswisselaar aan op de A22.
A1 · 
A2 · 
A3 · 
A4 · 
A5 · 
A6 · 
A7 · 
A8 · 
A9 · 
A10 · 
A11 · 
A12 · 
A13 ·
A13-1 · 
A14 · 
A15 · 
A16 · 
A17 · 
A18 · 
A19 · 
A20 · 
A21 · 
A22 · 
A23 · 
A24 · 
A25 · 
A26 · 
A27 · 
A28 · 
A29 · 
A30 · 
A31 · 
A32 · 
A33 · 
A34 · 
A35 · 
A36 · 
A37 · 
A38 · 
A39 · 
A40 · 
A41 · 
A42 · 
A43 · 
A44 · 
A47 · 
A48 · 
VRI